# John Finlay
John Finlay (Montreal, 1774 - 19 de diciembre de 1833) fue un comerciante de pieles y explorador con la Compañía del Noroeste. Es recordado por haber establecido el primer puesto comercial de pieles en lo que hoy es la Columbia Británica, Canadá y por su exploración del río Finlay, una de las dos grandes fuentes del río de la Paz. 
Finlay nació en Montreal, hijo de James Finlay, que asimismo jugó un importante papel en el comercio de pieles de la parte occidental de Canadá. Finlay entró de empleado en la Compañía del Noroeste como aprendiz en 1789, a la edad de 15 años. Acompañó a Alexander MacKenzie en su histórico viaje a través del continente en el que cruzó las Montañas Rocosas y llegó al océano Pacífico en 1792-1793, siendo con él, uno de los primeros occidentales en atravesar a pie América del Norte. Fue puesto a cargo del departamento de la región de Athabasca de la Compañía del Noroeste en 1794, y ese mismo año estableció un puesto comercial en la actual localidad de Fort St. John, llamado «Rocky Mountain Fort». Esa fue la primera comunidad europea establecida en lo que en la actualidad es la Columbia Británica, y es también el asentamiento fundado por europeos habitado continuamente más antiguo de la provincia. 
En 1797, Finlay realizó de nuevo la misma ruta que había seguido en la expedición con Mackenzie al Pacífico, con el objetivo de explorar el ramal Norte del río de la Paz, esperando que fuese una vía menos complicado hacia el Pacífico (Mackenzie había seguido el ramal Sur, el río Parsnip). Este ramal norte es el que llegaría a ser conocido con su nombre, el río Finlay. No hay ninguna noticia de esa expedición excepto en los escritos de Samuel Black, que remontó en 1824 el río Finlay hasta sus fuentes, señalando que «había estudiado la carta [mapa] de Finlay» (he had studied Finlay’s chart). Sin embargo, según se desprende de la información de Samuel Black, Finlay sólo habría llegado hasta el río Ingenika, a unos 130 km al norte de la confluencia del Finlay con el río de la Paz. De hecho, el diario de Black deja claro que el ramal Norte, lejos de ser menos complicado, era intransitable en muchas partes, lo que tal vez explica la renuncia de Finlay después de recorrer solamente una cuarta parte del curso del río. 
Finlay permaneció en el departamento de Athabasca de la Compañía del Noroeste, llegando a ser un socio de la empresa en 1799. Se retiró del comercio de pieles en 1804 y regresó a Montreal. Poco se sabe de su vida después, excepto que obtuvo un nombramiento como comisario general adjunto.